# IQue Player
La iQue Player (iQue播放器 IQue bòfàng qì) es una consola de videojuegos fabricada por iQue, una empresa conjunta entre Nintendo y el científico chino-estadounidense Wei Yen. El nombre chino del sistema era «Shén Yóu Ji» (神游机), literalmente divina máquina de juego. «Shényóu» (神游) tiene un doble sentido porque el término también significa hacer un viaje mental. Aunque la consola nunca se lanzó en ningún país de habla inglesa, el nombre iQue Player aparece en el manual de instrucciones de la consola. La consola en sí misma tiene forma de controlador y se conecta directamente al televisor. En la caja venía disponible un accesorio que permitía funciones multijugador. Solo se comercializó en China continental, ya que el método de distribución de juegos inusual de la consola era un intento de frenar la piratería de juegos en dicha región.
Los juegos para iQue Player se almacenan en una tarjeta flash de 64 MB interna dentro del cartucho, que se conecta directamente a la consola. Los juegos se adquirían en una tienda iQue especial, donde los juegos podían descargarse en el cartucho y reproducirse más tarde, de manera similar al Famicom disk system, Satellaview, Nintendo 64DD y Nintendo DS Download Play. Los juegos también se pueden descargar conectando el iQue a un ordenador. Los juegos de demostración que incluye el iQue son The Legend of Zelda: Ocarina of Time, Super Mario 64 y Star Fox 64, demostraciones cuyo tiempo de juego es limitado. Dichas demostraciones también se encuentran disponibles en su versión completa, al igual que otros títulos de Nintendo como Dr. Mario 64, Mario Kart 64, Wave Race 64 y F-Zero X.
iQue se anunció por primera vez en el Tokyo Game Show de 2003 y fue lanzada en las principales ciudades de la República Popular China el 17 de noviembre de 2003. Se planeó un lanzamiento en Japón para mediados de octubre de 2004, pero fue aplazado de forma indefinida. iQue y Nintendo no tienen planes de lanzarla en Estados Unidos, Europa o Australia. No obstante, se pueden adquirir ejemplares en sitios de subastas en línea y tiendas especializadas de videojuegos.
El controlador mantiene las funciones básicas de una Nintendo 64: cruceta digital, stick analógico, botón Start, botones L y R, gatillo Z, botones de función A y B y direccionales C, normalmente utilizados para controlar la cámara. Físicamente, es prácticamente idéntico a los modelos ofrecidos por SEGA con Dreamcast y por Microsoft con Xbox.

## Especificaciones técnicas
La iQue se basa en la Nintendo 64. Su CPU corre a la misma velocidad de reloj y usa tecnología system on a chip para reducir el tamaño. Puede cargar juegos de Nintendo 64 y Super Nintendo adaptados específicamente para el sistema.
- CPU: R-4300 64Bit CPU, 93'75 MHz.
- Memoria: 4Mb RAMBUS.
- Gráficos: 100.000 polígonos/segundo, 2'09 millones de colores.
- Sonido: ADPCM 64.

## Menú principal
Una vez que el jugador inicia el sistema, aparece el logotipo de iQue y posteriormente, un anuncio del juego el cual se ejecuta presionando el botón A. El menú principal enumera los juegos de la tarjeta de memoria y la información sobre los mismos. Una vez que el jugador ha seleccionado un juego, aparecerá un mensaje que le preguntará si desea jugar a ese juego y seguido de una pantalla de carga. Si el jugador presiona Z en el juego resaltado, aparece una descripción del juego. Al igual que muchas otras consolas, se puede cambiar la configuración del sistema, como la resolución de TV y el nombre de usuario. La configuración del sistema también aparece cuando el jugador utiliza por primera vez el sistema.

## Servicios Online
El iQue player tiene servicios en línea para comprar juegos, almacenamiento en la nube, actualizaciones de juegos, etc. Actualmente, solo hay un servicio en línea para iQue Player; que está basado en banda ancha. En el pasado, algunas estaciones de servicio tenían un servicio basado en quioscos para acceder a los juegos.

### iQue Depot
El iQue Depot era una red de quioscos que permite a los usuarios descargar juegos, actualizarlos y otras funciones. Cada juego viene con un código de juego que se puede usar para que el usuario pueda descargar el juego. Los jugadores también pueden almacenar sus juegos en la red de iQue Depot de forma gratuita. Los usuarios deben ser miembros del Club iQue y tener una tarjeta especial de iQue para descargar juegos.

### Fugue Online
Fugue Online es un servicio en línea que permite a los usuarios obtener acceso gratuito a juegos en casa, actualizar su sistema y más. Para conectarse a Fugue Online, los jugadores deben conectar el iQue Player a su ordenador a través de USB. Los juegos se descargan en el ordenador de manera similar a un reproductor de MP3. El usuario necesita una tarjeta de iQue, que es similar a una tarjeta de regalo y se utiliza para comprar juegos. Fugue Online solo es compatible con los iQue Player actualizados al último firmware. Los controladores para iQue Player solo son compatibles con Windows XP y no pueden ejecutarse en los sistemas operativos más nuevos.

## Accesorios

### Memory Card
La tarjeta de memoria se incluye con el sistema. Se requiere para iniciar el sistema y cargar los juegos. Tanto los juegos como las partidas guardadas del juego se guardan en la tarjeta de memoria.

### Swim Box
El iQue Player Swim Box (共游盒) es un multitap necesario para jugar al modo multijugador local. El Swim Box tiene cuatro puertos: uno para el sistema principal iQue Player y tres para Swim Controllers. Debido a este diseño, solo se puede usar un sistema iQue Player y los demás jugadores deben usar Swim Controllers. Al usar Swim Box el sistema iQue Player aparece como Player 1.

### Swim Controller
El Swim Controller (共游机) se usa para el modo multijugador local. Este se conecta al Swim Box y no puede cargar juegos de forma independiente, sino que necesitan cargarse mediantel el sistema iQue.

## Historia

### Desarrollo
China tiene un abrumador mercado negro de videojuegos y, por lo general, solo unos pocos juegos se venden oficialmente en el mercado chino. Muchos jugadores chinos tienden a comprar cartuchos pirateados, copias de discos o descargar ROM e ISO para jugar a través de un emulador. Nintendo quería frenar la piratería de software en China y también eludir la prohibición que el gobierno chino implementó en las consolas domésticas desde el año 2000. Nintendo se asoció con Wei Yen, que ayudó a Nintendo en otros proyectos y creando juntos un juego. De este modo, se intentó evitar el mercado negro de China y la laguna legal a través de la prohibición del gobierno. Originalmente, el sistema admitiría juegos lanzados en consolas de Nintendo antes de GameCube, como por ejemplo NES, Super NES y Nintendo 64, pero más adelante en el desarrollo del sistema solo incluía juegos de Nintendo 64. El juego The Legend of Zelda: Majora's Mask se iba a lanzar para dicha plataforma, pero sería cancelado posteriormente; sin embargo, en la imagen promocional del juego todavía se encuentra en la parte posterior de la caja.

### Lanzamiento
El iQue Player se lanzó el 17 de noviembre de 2003 con algunos títulos de lanzamiento. La estrategia de Nintendo para comercializar juegos en China fue mostrar cómo los videojuegos pueden ayudar a mejorar el desarrollo mental y social de los niños. Sin embargo, el lanzamiento no fue exitoso. Las ventas totales estimadas fueron entre 8,000 a 12,000 unidades. Al principio, la única forma de obtener juegos era comprarlos a través de iQue Depot, pero en 2009, Nintendo lanzó Fugue Online para descargar juegos desde casa. El último juego para la consola fue lanzado en 2006.

### Descontinuación
El 31 de octubre de 2016, iQue informó que el servicio de Fugue Online culminaría a fines de diciembre de 2016.

## Juegos
La biblioteca de iQue Player consta de 14 juegos. Todos estos juegos fueron lanzados para Nintendo 64 en Norteamérica, Japón y otras regiones antes del lanzamiento de iQue Player. Solo un juego fue cancelado para el sistema.
| título original                      | chino simplificado título | Pinyin                             | Nombre literal traducido del chino                | fecha de lanzamiento     | código del juego |
| ------------------------------------ | ------------------------- | ---------------------------------- | ------------------------------------------------- | ------------------------ | ---------------- |
| Wave Race 64                         | 水上摩托                  | Shuǐ Shàng Mótuō                   | Wave Race                                         | 17 de noviembre de 2003  | 51011            |
| Star Fox 64                          | 星际火狐                  | Xīngjì Huǒhú                       | Star Fox                                          | 17 de noviembre de 2003  | 41011            |
| Dr. Mario 64                         | 马力欧医生                | Mǎlìōu Yīshēng                     | Dr. Mario                                         | 17 de noviembre de 2003  | 61011            |
| Super Mario 64'"                     | 神游马力欧                | Shén Yóu Mǎlìōu                    | Super Mario                                       | 17 de noviembre de 2003  | 10011            |
| The Legend of Zelda: Ocarina of Time | 塞尔达传说 时光之笛       | Sàiěrdá Chuánshuō: Shíguāng zhī Dí | Legend of Zelda: Flute of Time                    | 17 de noviembre de 2003  | 21011            |
| Mario Kart 64                        | 马力欧卡丁车              | Mǎlìōu Kǎdīngchē                   | Mario Kart                                        | 25 de diciembre de 2003  | 52011            |
| F-Zero X                             | F-Zero X 未来赛车         | F-Zero X Wèilái Sàichē             | F-Zero X: Future Racing                           | 25 de febrero de 2004    | 52021            |
| Yoshi's Story                        | 耀西故事                  | Yàoxī Gùshì                        | Yoshi's Story                                     | 25 de marzo de 2004      | 11021            |
| Paper Mario                          | 纸片马力欧                | Zhǐpiàn Mǎlìōu                     | Paper Mario                                       | 8 de junio de 2004       | 21021            |
| Sin and Punishment                   | 罪与罚-地球的继承者-      | Zuì yǔ Fá: Dìqiú de Jìchéng Zhě    | Crime and Punishment - The Successor of the Earth | 25 de septiembre de 2004 | 41021            |
| Excitebike 64                        | 越野摩托                  | Yuèyě Mótuō                        | Off-Road Motorcycle                               | 15 de junio de 2005      | 51021            |
| Super Smash Bros.                    | 任天堂明星大乱斗          | Rèntiāntáng Míngxīng Dà Luàn Dǒu   | Nintendo Star Chaos                               | 15 de noviembre de 2005  | 12021            |
| Custom Robo                          | 组合机器人                | Zǔhé Jīqìrén                       | Combination Robot                                 | 1 de mayo de 2006        | 21051            |
| Animal Crossing                      | 动物森林                  | Dòngwù Sēnlín                      | Animal Forest                                     | 1 de junio de 2006       | 21041            |

### Diferencias
Los juegos de iQue Player difieren ligeramente de sus contrapartes de Nintendo 64, y el texto y las voces se han traducido al chino. Las únicas excepciones son los juegos de Mario y el anterior Sin and Punishment, donde el texto ha sido traducido mientras las voces permanecen en inglés. Además, los juegos de iQue son más nuevos que los de Nintendo 64, por lo que se corrigieron muchos errores de los juegos originales. Algunas funciones se eliminaron debido a la falta de compatibilidad del sistema para los accesorios del controlador Nintendo 64 como el Rumble Pak. Debido a esto, muchos juegos que originalmente soportaban la función de vibración ya no lo admiten. Algunas características fueron agregadas. Muchos juegos que permiten al jugador ingresar su nombre ahora tienen la opción de usar su nombre de usuario de iQue Player, el cual puede ser configurado desde el menú principal de iQue Player.[cita requerida]
Algunos speedruns de The Legend of Zelda: Ocarina of Time a menudo se han llevado a cabo en iQue Player, ya que tiene tiempos de carga más rápidos y texto de desplazamiento más rápido que la versión de Nintendo 64. También otros juegos como Star Fox 64 son conocidos en la comunidad de speedruns por contar con ventaja en iQue Player, ahorrando hasta varios minutos con tiempos de carga más rápidos y un menor lag.
Nintendo tenía planes para implementar multijugador en línea en juegos que originalmente solo eran compatibles con multijugador local, lo que funcionaría de manera similar a la de un emulador.